# Jean-Pierre De Clercq
Jean-Pierre De Clercq (1952) is een Belgische politicus voor CD&V. Hij was burgemeester van Ingelmunster.

## Biografie
De Clercq volgde aan het Sint-Jozefscollege in Izegem Wetenschappelijke A. Hij werkte bij de spoorwegen, waar hij uiteindelijk hoofd werd van de verkeersleiding voor West- en Oost-Vlaanderen.
Hij werd actief in de gemeentepolitiek van Ingelmunster voor de CVP en vanaf 1983 zetelde hij als gemeenteraadslid. In 1989 werd hij schepen onder burgemeester en partijgenoot Erik Vankeirsbilck. Halverwege de bestuursperiode stopte Vankeirsbilck en De Clercq volgde hem zo begin 1992 op als burgemeester.
In 1995 werd hij echter geschorst als burgemeester. De CVP had in een tombola op de braderie helikoptervluchten verloot. De SP diende een klacht in omdat dit was gebeurd in de sperperiode in de aanloop naar de verkiezingen. Nadat de CVP bij de bestendige deputatie gelijk had gekregen, trok de SP echter naar de Raad van State, die De Clercq tot eind 2000 schorste. Hij werd door partijgenoot Georges Defreyne opgevolgd als burgemeester. Na de volgende verkiezingen, vanaf 2001, werd De Clercq weer burgemeester. Hij werd herkozen bij de verkiezingen van 2006. Halverwege die bestuursperiode gaf hij eind 2009 zijn burgemeesterschap door aan partijgenoot Yves Vercruysse.